# Prime Cuts
Albums de James LaBrie
Elements of Persuasion
(2005)
Prime Cuts est le quatrième album solo de James LaBrie (deuxième sous son nom, les deux premiers étant sortis sous le nom Mullmuzzler).
Cet album est sorti le 24 juin 2008.
Cet album regroupe les meilleurs titres de James effectués sous le label Magna Carta (Mullmuzzler, Explorers Club...).

## Liste des titres
1. Afterlife (Extended Version) - 8:30
2. Red Barchetta - 6:13
3. Shores Of Avalon - 4:15
4. Vertebrates - 5:46
5. A Time And A Place - 6:14
6. This Time, This Way - 5:08
7. His Voice - 3:44
8. As A Man Thinks - 8:11
9. A Simple Man - 5:20
10. No Returning - 4:14